# Mariposiet
Het mineraal mariposiet is een niet officieel erkende chroom-houdende variëteit van fengiet, een muscoviet met veel silica. De chemische formule van het kalium-aluminium-chroom-silicaat is K(Al,Cr)2(Al,Si)4O10(OH)2. Het fylosilicaat behoort tot de mica's.

## Eigenschappen
Mariposiet is een groene mica, waarbij de groene kleur veroorzaakt wordt door het element chroom. Zoals andere mica's is mariposiet schilferig en heeft het een lage gemiddelde dichtheid. Een gesteente dat voornamelijk uit het mineraal mariposiet bestaat, wordt ook mariposiet genoemd.

## Naam
Het mineraal mariposiet is genoemd naar de plaats waar het voor het eerst gevonden werd, Mariposa in Californië.

## Voorkomen
Het mineraal en gesteente mariposiet komt voornamelijk voor in dolomitische marmers. De typelocatie is Mariposa in de Verenigde Staten, maar het wordt ook in Canada en Europa gevonden.